# Thomas Gumpert
Thomas Gumpert (* 11. Dezember 1952 in Lauchhammer; † 7. Januar 2021) war ein deutscher Schauspieler.

## Leben

### Ausbildung und Theater
Er absolvierte von 1972 bis 1976 sein Schauspielstudium an der Theaterhochschule Hans Otto in Leipzig. Seit 1972 spielte er regelmäßig im Deutschen Nationaltheater Weimar. Weiterhin hatte er Engagements im Schauspielhaus und Theater im Palast Berlin, im Ernst-Deutsch-Theater Hamburg, im Theater Dortmund, im TAT Frankfurt sowie in der Schaubühne Berlin. 2012 übernahm er die Hauptrolle an der Seite von Felix Isenbügel im Thriller Todesfalle von Ira Levin am Berliner Kriminal Theater. 2013 spielte er in der Berliner Erstaufführung am Berliner Kriminal Theater die Hauptrolle in Sebastian Fitzeks Psychothriller Der Seelenbrecher.

### Film und Fernsehen
Von 2003 bis 2008 spielte Gumpert in der ARD-Soap Verbotene Liebe die Rolle des Johannes Graf von Lahnstein; die Figur kam im Januar 2008 bei einem Flugzeugabsturz ums Leben. Gumpert hatte bereits 1995 einen kurzen Auftritt in der Serie, wo er in den Folgen 41–46 als Börsenmakler Lenny Fuchs zu sehen war. Des Weiteren verkörperte er 1997 in den Folgen 600–602 die Kleinrolle Karsten Reichelt, einen Geschäftspartner der Serienfigur Clarissa Gräfin von Anstetten, 1998 in den Folgen 816–839 den Feldjäger Brettmann, 2000 in den Folgen 1277–1278 Viktor Beyenbach, 2002 in den Folgen 1716–1717 Hartmut Walser und 2003 in den Folgen 1964–1971 den Hauptfeldwebel Stefan Falck.

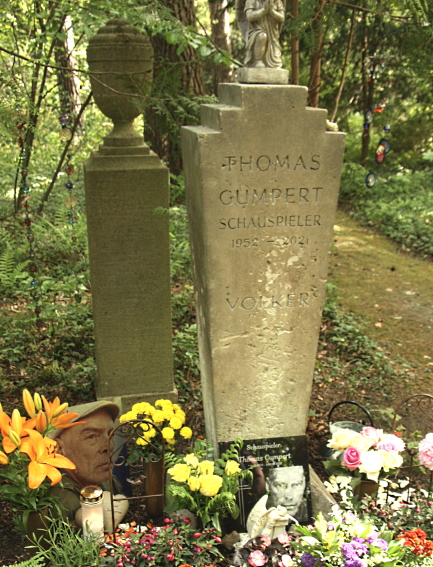
Thomas Gumperts Grab

2009 war er in der ZDF-Telenovela Alisa – Folge deinem Herzen als Ludwig Castellhoff zu sehen. In Folge 130, die am 16. September 2009 ausgestrahlt wurde, starb auch diese Figur den Serientod. Gumpert war noch bis einschließlich Folge 136 am 24. September in der Serie zu sehen, zunächst als Leiche und ab Folge 132 als Erscheinung.

### Tod
Gumpert starb am 7. Januar 2021 nach kurzer schwerer Krankheit im Alter von 68 Jahren. Sein Grab befindet sich auf dem Südwestkirchhof Stahnsdorf. Er hinterließ seinen Ehemann Volker Gumpert-Rosin.

## Filmografie

### Kinofilme
- 1974: Lotte in Weimar
- 1975: Looping
- 1979: Addio, piccola mia
- 1984: Front ohne Gnade (TV)
- 1984: Hälfte des Lebens
- 1986: Der Traum vom Elch
- 1989: Coming out
- 1990: Rückkehr aus der Wüste
- 2002: … von wegen!
- 2008: Border Crossing

### TV-Produktionen
- 1978: Jäckis Liebe
- 1981: Fußballfans
- 1982: Und alles wegen Marietta
- 1983: Martin Luther
- 1983: Frühstück im Bett
- 1983: Front ohne Gnade
- 1984: Klassenkameraden
- 1985: Wilhelm von Humboldt
- 1986: Kopf und Herz
- 1989: Lindenstraße
- 1995, 1997, 1998, 2000, 2003–2008: Verbotene Liebe
- 1997: Stadtklinik
- 1997: Schwanger in den Tod
- 1998, 1999, 2000: Die Wache
- 1998: Der Clown
- 1999, 2001: Alarm für Cobra 11 – Die Autobahnpolizei
- 2000: Sex oder Liebe
- 2001: Die 8.Todsünde
- 2001: Im Namen des Gesetzes
- 2001: Null auf Null
- 2001: Wolffs Revier
- 2002: Vanessa Kramer
- 2003: Crazy Race I
- 2003: Die Cleveren
- 2004: Ohne Worte
- 2005: Siebenstein
- 2007: Die Rosenheim-Cops – Tod im Sonnendrachen
- 2009: Alisa – Folge deinem Herzen
- 2016: Polizeiruf 110: Der Preis der Freiheit
- 2017: Ein starkes Team – Gestorben wird immer
- 2019: Beck is back! – Tod den Tyrannen

## Hörspiele
- 1983: Eva Dessarre: Das Meer kehrt stets zurück – Regie: Peter Groeger (Hörspiel – Rundfunk der DDR)
- 1986: Michael Kautz: Gisa (Dr. Berndt) – Regie: Werner Grunow (Hörspiel – Rundfunk der DDR)
- 1988: Hans Siebe: Porzellan – Regie: Achim Scholz (Kriminalhörspiel – Rundfunk der DDR)